# Делія
Делія (італ. Delia, сиц. Delia) — муніципалітет в Італії, у регіоні Сицилія, провінція Кальтаніссетта.
Делія розташована на відстані близько 520 км на південь від Рима, 100 км на південний схід від Палермо, 19 км на південний захід від Кальтаніссетти.
Населення — 4345 осіб (2014).
Покровитель — Santa Rosalia.

## Демографія
Населення за роками:

Станом на 1 січня 2023 року в муніципалітеті офіційно проживало 447 іноземців з 15 країн, серед них 358 громадян країн Євросоюзу та 1 громадянин України.

## Сусідні муніципалітети
- Кальтаніссетта
- Канікатті
- Наро
- Сомматіно